# Save the Lies (cântec)
Save the Lies este cel de-al treilea single extras de pe albumul de debut al cântăreței Gabriella Cilmi. Este promovat numai în Regatul Unit; piesa beneficiază și de un videoclip.

## Ordinea pieselor

### CD, EP 2
1. Save the Lies (Good to Me) (versiune radio)
2. Sweet About Me (versiune live)
3. Cry Me a River
4. Fly Me to the Moon

### EP 1
1. Save the Lies (Good to Me) (versiune radio)
2. Save the Lies (Good to Me) (remix Kinky Roland)
3. Save the Lies (Good to Me) (remix Mason cu voce)
4. Save the Lies (Good to Me) (remix Mason stil dub)
5. Save the Lies (Good to Me) (remix Out of Office stil club)
6. Save the Lies (Good to Me) (remix Out of Office stil dub)

## Poziții ocupate
| Clasamentul (2008) | Cea mai înaltă poziție ocupată |
| ------------------ | ------------------------------ |
| Regatul Unit       | 33                             |